# Piste d'atterrissage sur autoroute

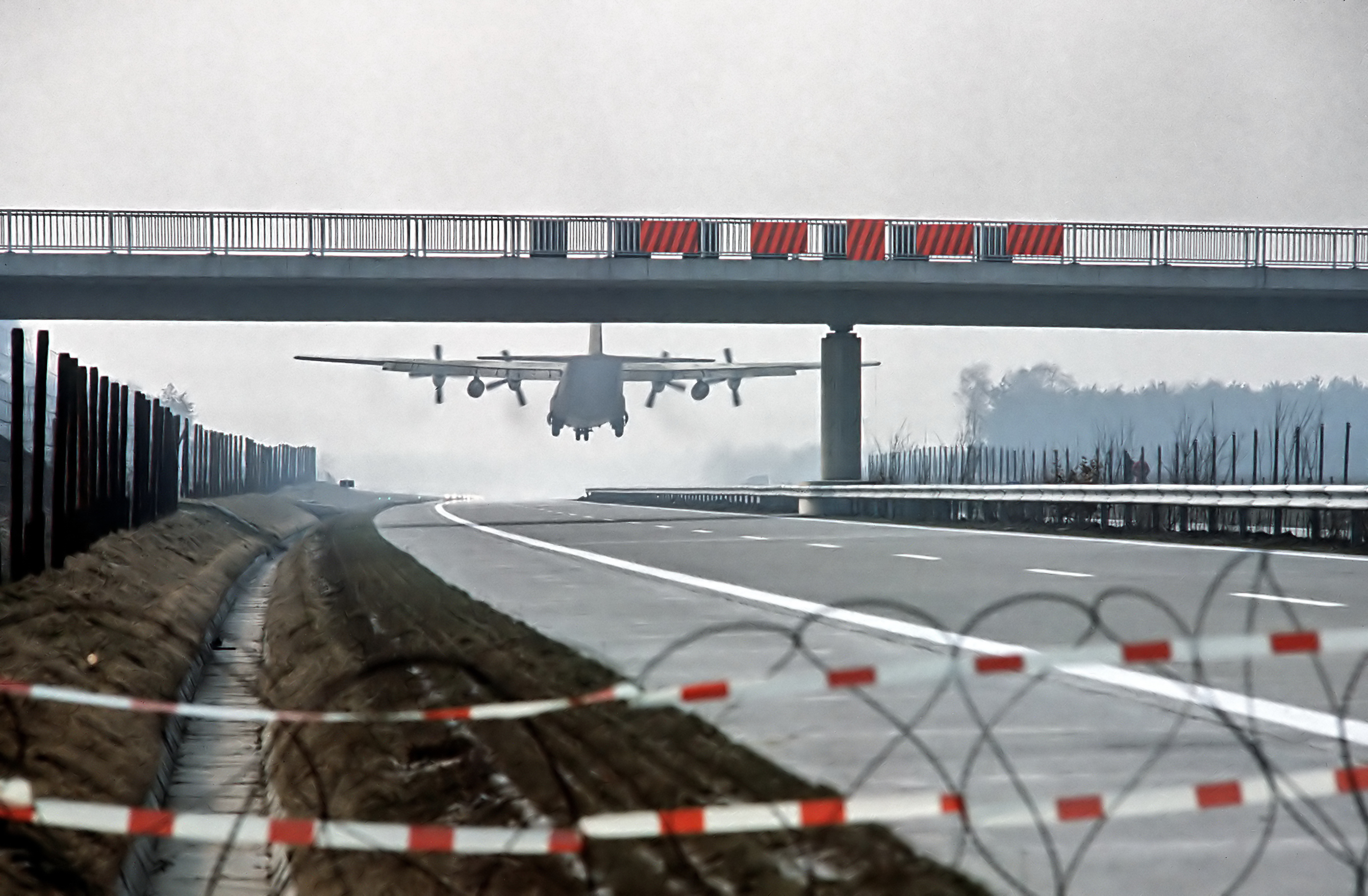
Un C-130 Hercules atterrit sur l'autoroute A29 près d'Ahlhorn lors de l'exercice militaire "Highway 84".

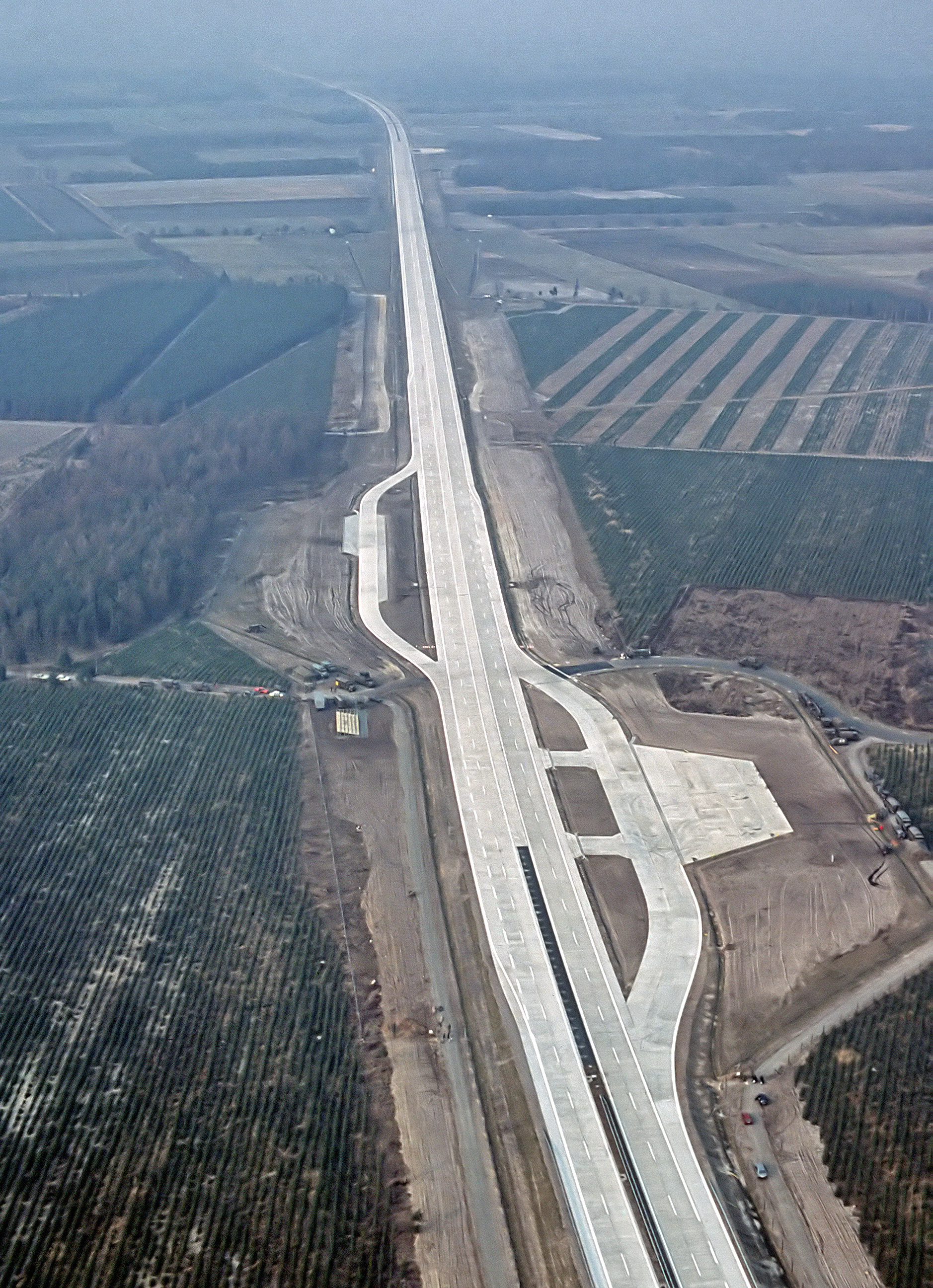
Piste d'atterrissage sur l'autoroute A29 près d'Ahlhorn. (1984)

Une piste d'atterrissage sur autoroute est une section d'une autoroute ou d'une autre forme de voie publique spécialement construite pour servir de piste pour (principalement) des avions militaires et pour servir de base aérienne militaire auxiliaire. Ces pistes permettent aux avions militaires de continuer à fonctionner même si leurs bases aériennes habituelles sont dégradées ou détruites.
Les premières pistes sur autoroute sont construites vers la fin de la Seconde Guerre mondiale dans l'Allemagne nazie, où le système développé des Reichsautobahn (en) permet aux avions d'utiliser les autoroutes. Pendant la guerre froide, des pistes sur autoroutes sont construites des deux côtés du rideau de fer, dans de nombreux cas en réponse à la guerre des six jours et à l'opération Focus en 1967, où la Force aérienne israélienne lors d'une frappe aérienne surprise a mis hors service un bon nombre des bases de ses adversaires en quelques heures seulement,. Les pays possédant des pistes d'atterrissage sur autoroute comprennent l'Allemagne de l'Ouest et de l'Est, Singapour, la Corée du Nord, Taïwan, la Suède, la Finlande, la Bulgarie, la Suisse, la Pologne, l'Inde, le Pakistan et la Tchécoslovaquie.

## Conception
Les pistes sont généralement des sections d'autoroute rectilignes longues de 2 à 3,5 kilomètres, où le terre-plein central est constitué de glissières de sécurité qui peuvent être retirées rapidement (afin de permettre aux avions d'utiliser toute la largeur de la route). La route a besoin d'une surface plus épaisse que la normale et d'une base en béton solide. L'équipement spécialisé d'un aérodrome habituel est stocké à proximité et n'y est transporté que lorsque les opérations sur la piste commencent. Les pistes sur autoroutes peuvent être converties d'autoroutes en bases aériennes généralement dans un délai de 24 à 48 heures. La route doit être balayée pour enlever tous les débris avant d'être utilisée par les avions.
Les pistes peuvent également être assez petites, les pistes courtes construites dans le cadre du programme suédois Bas 90 (en) ne mesurent généralement que 800 mètres de longueur. La capacité STOL du Viggen et du Gripen permet l'usage de pistes aussi courtes,. Dans le cas des pistes sur les autoroutes finlandaises, l'espace nécessaire à l'atterrissage des avions est réduit au moyen d'un câble, similaire au système CATOBAR utilisé sur certains porte-avions.

## Pays possédant des pistes d'atterrissage sur autoroute
Un certain nombre de pays dans le monde utilisent des autoroutes ou des routes construites pour servir de pistes aériennes auxiliaires en cas de guerre.

### Allemagne

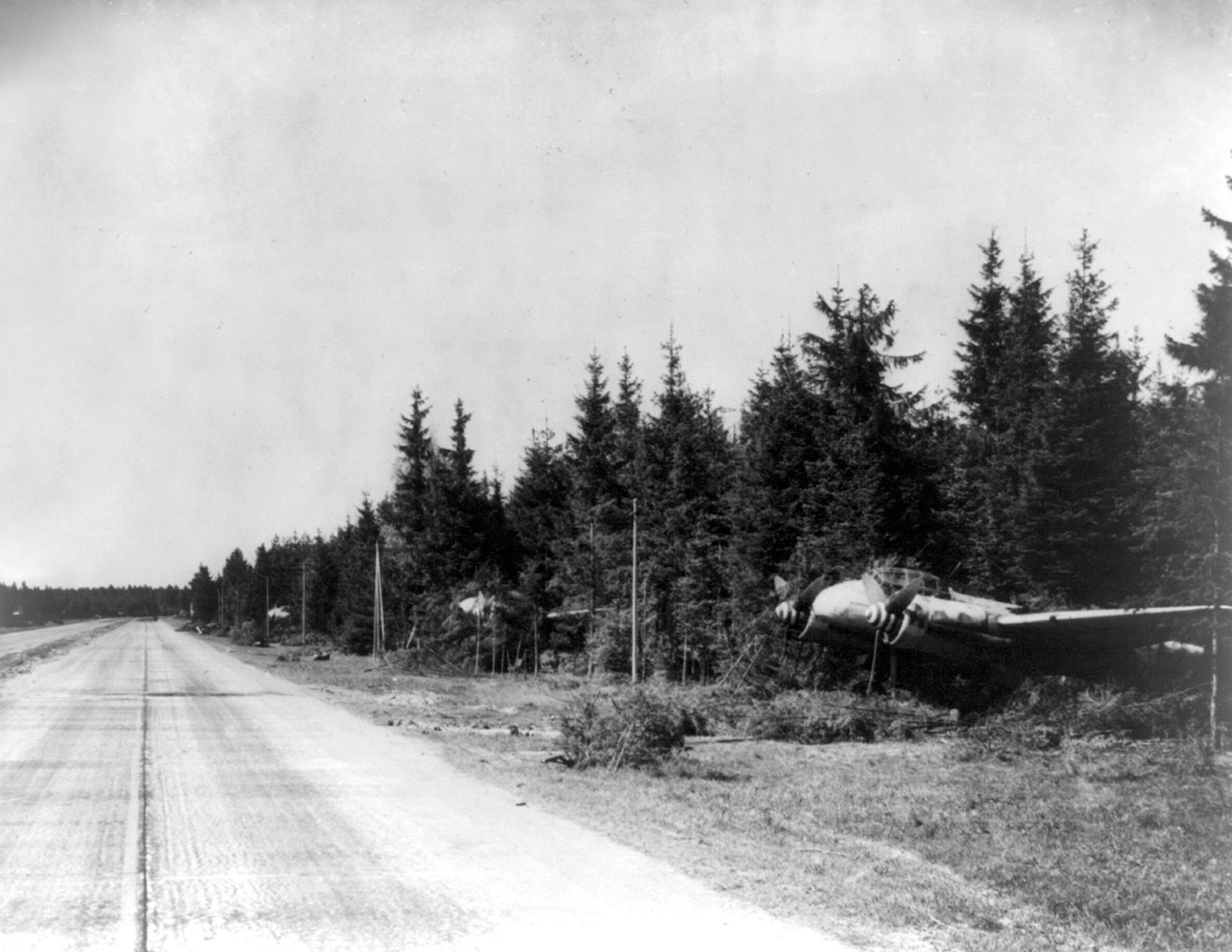
Piste d'atterrissage allemande de la pendant la Seconde Guerre mondiale (lors du printemps 1945), avec des chasseurs Ju 88.

L'Allemagne possède un certain nombre de pistes d'atterrissage sur autoroutes (NLP-Str - Notlandeplätze auf Straßen).
Durant les années 1960, en pleine Guerre froide, le gouvernement ouest-allemand fait construire 21 pistes d'atterrissage sur autoroute. Une fois la construction achevée, les appareils de la Luftwaffe ainsi que ceux de l'OTAN y effectuent de nombreux entraînement. Le dernier a lieu en 1984 non loin de la base britannique RAF Ahlhorn.

### Australie

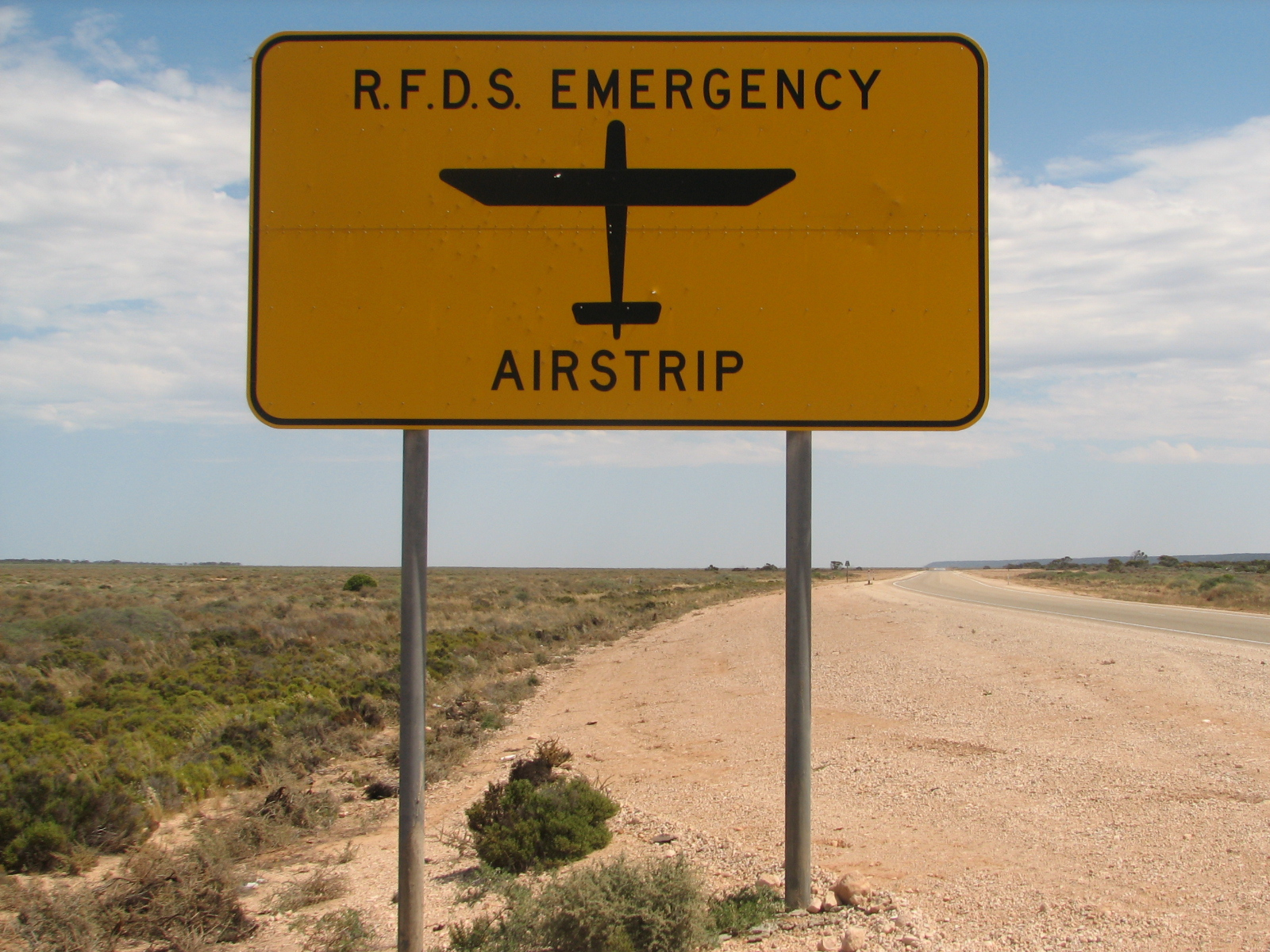
Un panneau sur l'Eyre Highway en Australie indiquant une piste d'atterrissage d'urgence du Royal Flying Doctor Service.

Bien qu'elles ne soient pas conçues pour un usage militaire, dans l'arrière-pays australien, certaines sections de routes sont entretenues afin de servir de pistes d'urgence au Royal Flying Doctor Service,.

### Chine
En 1989, la Chine effectue ses premières constructions de piste d'atterrissage sur autoroute. En 2014, les forces aériennes chinoises font atterrir pour la première fois des avions de combat sur une bande d'autoroute dans la province du Henan.

### Chypre
Après l'invasion turque de Chypre, trois pistes d'atterrissage sur autoroute sont construites dans la partie grecque de Chypre, facilement reconnaissables par une ligne médiane de piste et des marquages pour la zone de toucher des roues. Elles possèdent également toutes des aires de virage pour les avions à chaque extrémité. L'une est situé sur l'autoroute A1 Limassol-Nicosie (de 5 200 mètres) et l'autre près de l'extrémité ouest de l'autoroute A5 Limassol-Larnaca (de 5 000 mètres). La troisième est une bande beaucoup plus petite située sur l'autoroute A6 Limassol-Paphos près de l'aéroport international de Paphos.

### Corée du Nord
La Corée du Nord met en place un grand nombre de pistes d'atterrissages sur autoroute à utiliser en cas de guerre.

### Corée du Sud

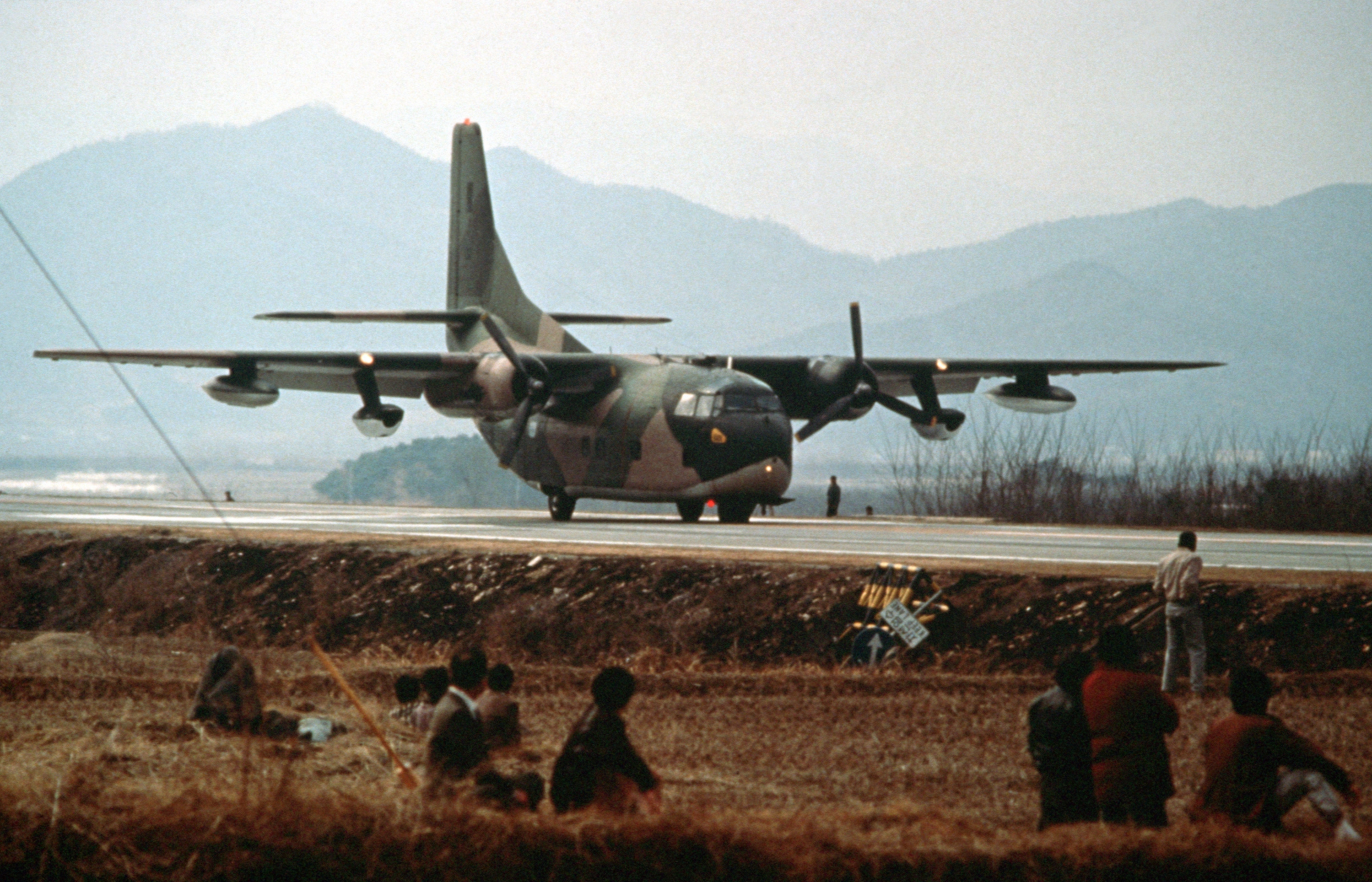
Un C-123K de la Force aérienne sud-coréenne attend de récupérer des troupes sur une piste d'atterrissage sur autoroute lors de l'exercice conjoint Corée du Sud/États-Unis "Team Spirit 89" le 24 mars 1989.

Comme la Corée du Nord, la Corée du Sud établit également un certain nombre de pistes d'atterrissages sur autoroute.

### Estonie
Au cours de l'exercice Saber Strike (en) en 2016 et 2018, des avions A-10 Thunderbolt II de l'US Air National Guard opèrent à partir d'anciennes pistes sur autoroute du Pacte de Varsovie en Estonie,.

### États-Unis
Un mythe persistant prétend que "un mile sur cinq doit être rectiligne pour pouvoir servir de piste d'atterrissage en temps de guerre ou autre situation d'urgence". Cependant, aucune loi contenant cette disposition n'a jamais été adoptée. Le Defense Highway Act  de 1941 prévoit l'exploitation de "pistes" le long des autoroutes, mais ne rend pas obligatoire l'utilisation de la route elle-même,,.
Pour l'exercice Northern Strike (en) 2021, un exercice à grande échelle, à Alpena, dans le Michigan, des A-10 Thunderbolt II du 354th Fighter Squadron et de la 127th Wing de la Michigan Air National Guard, ainsi que deux C-146A Wolfhounds de l'Air Force Special Operations Command participent,. Les appareils atterrissent sur la route nationale M-32. C'est la première fois que des avions militaires américains utilisent des autoroutes comme pistes d'atterrissage sur le sol américain. L'US Air Force répète cet entraînement avec l'exercice Rally in Rockies du 12 au 17 septembre 2021.

### Finlande

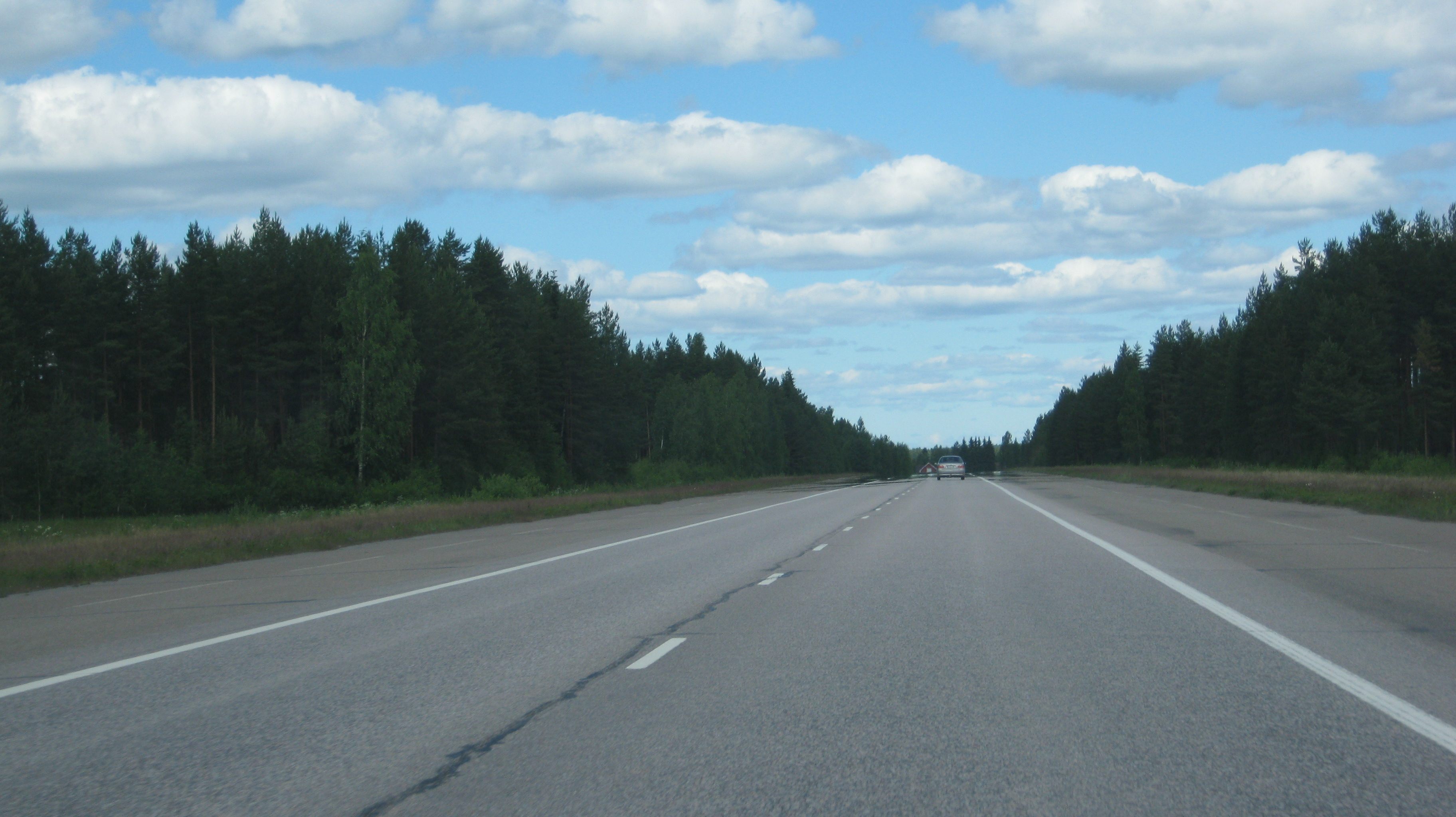
Piste d'Alavus en Finlande.

Pendant la guerre d'hiver de 1939-1940, la force aérienne finlandaise redéploie ses avions sur des aérodromes de fortune, y compris des lacs gelés, pour les préserver des attaques aériennes soviétiques. La tactique est couronnée de succès, les raids aériens soviétiques sur les bases causent peu de dégâts et les avions finlandais largement dépassés en nombre remportent un grand nombre de victoires aériennes.
Tout au long de la guerre froide, la Force aérienne finlandaise maintient un réseau d'aérodromes secondaires comprenant des aéroports civils et des pistes d'atterrissages sur autoroute pour améliorer la capacité de survie et l'efficacité en cas de guerre.
Depuis 2017, tous les avions de la Force aérienne finlandaise sont capables d'opérer à partir de bases routières.
Actuellement, la Finlande organise des exercices sur ses pistes d'atterrissages sur autoroute (maantietukikohta), environ une fois par an. Lors de l'exercice Baana 16 en 2016, la force aérienne finlandaise déploie ses avions F/A-18C, BAE Hawk, Pilatus PC-12 et C295M depuis une autoroute à Lusi (en). Des brins d'arrêt sont utilisés pour arrêter rapidement les F/A-18, qui sont à l'origine conçus pour opérer à partir de porte-avions. La force aérienne suédoise participe également aux exercices 2015 et 2016 avec des chasseurs Gripen,.

### Inde
L'Inde teste avec succès sa piste d'atterrissage sur un tronçon de l'autoroute Yamuna (en) dans l'Uttar Pradesh le 21 mai 2015,. Elle est construite pour un coût de 130 milliards de yens pour ses avions de combat de l'IAF, une première pour l'aviation militaire dans le pays. En juin 2016, le ministre des Transports routiers et des autoroutes, Nitin Gadkari, annonce que le gouvernement envisage également de développer des "pistes d'atterrissage sur autoroute" pour les vols commerciaux. L'Inde teste avec succès une autre piste sur un tronçon de l'autoroute Agra Lucknow (en) dans l'Uttar Pradesh le 24 octobre 2017. Le 9 septembre 2021, le ministre des Transports routiers et des autoroutes Nitin Gadkari et le ministre de la Défense Rajnath Singh inaugurent la première piste sur autoroute de l'Inde (en) sur une route nationale dans le Barmer, et un atterrissage d'urgence simulé est effectué avec les deux ministres et le RKS Bhadauria (en) à bord d'un avion de transport militaire,. Des tronçons d'autoroutes indiennes seront également en mesure d'accueillir des Rafale et des Sukhoï Su-30 d'ici 2025.

### Japon
Dans la préfecture d'Hokkaido, les Forces japonaises d'autodéfense possèdent la base aérienne de Kenebetsu (en) et la sous-base de Yakumo (en) comme bases aériennes alternatives.

### Pakistan

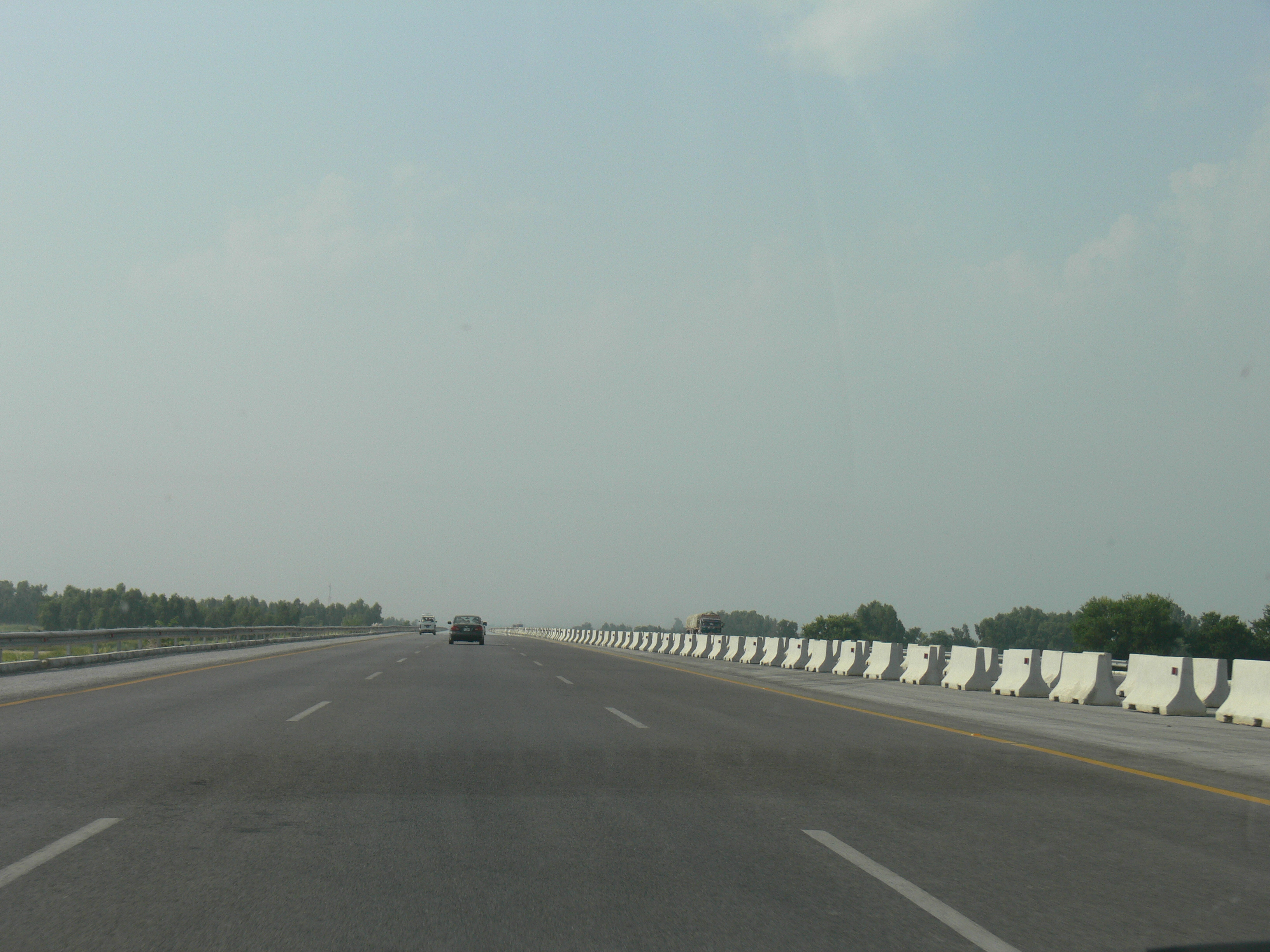
Piste d'atterrissage sur l'autoroute M-1 au Pakistan avec des terre-pleins amovibles.

Au Pakistan, l'autoroute M-1 (en) (Peshawar-Islamabad) et l'autoroute M-2 (en) (Islamabad-Lahore) comprennent chacune deux sections de piste de 2 700 mètres de longueur chacune. Les quatre tronçons de piste deviennent opérationnels en enlevant les terre-pleins amovibles en béton à l'aide de chariots élévateurs. Les Forces aériennes pakistanaises (PAF) utilise l'autoroute M2 comme piste à deux reprises : pour la première fois en 2000 lorsqu'elle fait atterrir un chasseur F-7P, un Super Mushak (en) et un C-130, et à nouveau, en 2010. Lors de son dernier exercice, la PAF utilise une section de piste de l'autoroute M2 le 2 avril 2010 pour faire atterrir, faire le plein et faire décoller deux chasseurs, un Mirage III et un F-7P, lors de son exercice Highmark 2010. En mars 2019, le Pakistan utilise également une section de l'autoroute M2 pour faire atterrir ses avions de combat afin de démontrer ses capacités.

### Pologne
Un grand nombre de pistes d'atterrissage sur autoroute (Drogowy Odcinek Lotniskowy) sont construites pendant la guerre froide en Pologne. Depuis 2003, une seule bande d'autoroute est utilisée chaque année pour un exercice.

### Singapour
La Force aérienne de la république de Singapour effectue périodiquement un "exercice sur piste alternative". Il est mené pour la première fois le 17 avril 1986 avec des avions F-5 et A-4. Le septième exercice, "Torrent 2016", se déroule près de la base aérienne de Tengah en novembre 2016. Des panneaux, des lampadaires et d'autres équipements sont retirés et des équipements d'atterrissage installés temporairement, qui comprennent pour la première fois des dispositifs d'arrêt mobiles. Des chasseurs F-15SG et F-16C/D participent à l'exercice 2016,,,.

### Sri Lanka
Le groupe séparatiste tamoul LTTE opère dans le nord du Sri Lanka avant son élimination en 2009. Il utilise alors les autoroutes comme pistes d'atterrissage,.

### Suède

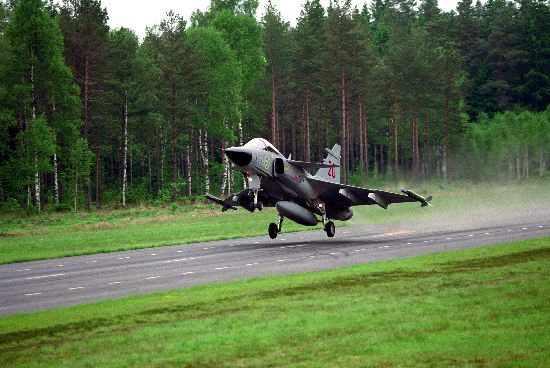
Un JAS 39 Gripen de la force aérienne suèdoise décollant d'une piste routière.

La Suède commence à établir des pistes routières (reservvägbaser) comme bases alternatives avec l'introduction du programme Bas 60 à la fin des années 1950. La guerre des Six Jours en 1967 (où la force aérienne égyptienne est immobilisée par une attaque surprise rapide sur des bases aériennes) et l'introduction d'appareils de combat à longue portée (principalement le Su-24) inspirent un développement ultérieur, aboutissant au programme Bas 90. Les améliorations apportées au système Bas 90 comprennent la construction de courtes pistes de secours à proximité directe des bases aériennes et une plus grande dispersion des opérations au sol. Le Viggen et le Gripen sont deux conçus avec une capacité STOL afin d'utiliser des pistes plus courtes,,,.
La force aérienne suèdoise ne s'entraîne pas à utiliser ses bases routières pendant une dizaine d'années au début du 21e siècle, mais en 2015 et 2016, ses chasseurs Saab JAS 39 Gripen participent à des exercices sur les routes de la force aérienne finlandaise. En septembre 2017, la force aérienne mène des exercices sur un certain nombre de bases routières pour la première fois depuis plus d'une décennie,.

### Suisse
Un certain nombre de pistes d'atterrissage/décollage d’urgence sur autoroute appelées NOLA/NOSTA (Notlandepisten/Notstartpisten) sont mises en place de 1969 à 2004,,:
- Oensingen A1[51],[52]
- Münsingen A6
- Flums A3
- Alpnach A8, connectée à la base aérienne d'Alpnach (de)
- Lodrino A2, connectée à la base aérienne de Lodrino[53]
- Bex A9[54]
- Sion A9, connectée à la base aérienne de Sion[55]
- Stans A2, connecté à la base aérienne de Buochs (de), tronçon court pour le décollage d'urgence de Dassault Mirage III avec fusées JATO
- Payerne A1, connecté à la base aérienne de Payerne[56]

La plupart de ces NOLA/NOSTA ont été utilisés lors d'exercices entre 1970 et 1991.

### Taïwan
Taïwan construit un certain nombre de pistes d'atterrissage sur autoroute (戰備跑道),.
Un F-16, un Mirage 2000-5, un E-2K, un CH-47 Chinook, un OH-58D et deux AH-1W Super Cobra participent à un exercice en 2014 sur une autoroute près de la ville de Chiayi.
En septembre 2021, des appareils des forces aériennes taïwanaises s'entraînent à se poser et à décoller depuis une autoroute dans le comté de Pingtung,.

### Union soviétique
Un grand nombre de pistes sur autoroute sont construites dans l'ex-URSS (Аэродромный Участок Дороги).

#### Biélorussie
Depuis 2007, la force aérienne biélorusse s'entraînent à faire atterrir leurs avions sur les autoroutes du pays.
Des Mig-29, Su-25, Yak-130 et L-39 décollent en août 2020 de l'autoroute M1 Minsk-Brest afin d'effectuer des frappes air-sol dans le cadre d'un exercice.
Le 25 août 2021, la force aérienne biélorusse effectue un exercice conjoint avec les forces aériennes russes au cours duquel des appareils Su-25, Yak 130 et L-39 se posent sur une portion de l'autoroute M4 Minsk-Mogilev,.

#### Kazakhstan
En 2021, deux appareils kazakhs (un C-295 et un Su-27) se posent pour la première fois depuis l'indépendance du pays sur une portion d'autoroute dans la région de Manguistaou,.

#### Russie
En août 2021, des appareils des forces aériennes russes s'entraînent sur une section d'autoroute dans l'oblast de Voronej.

## Galerie

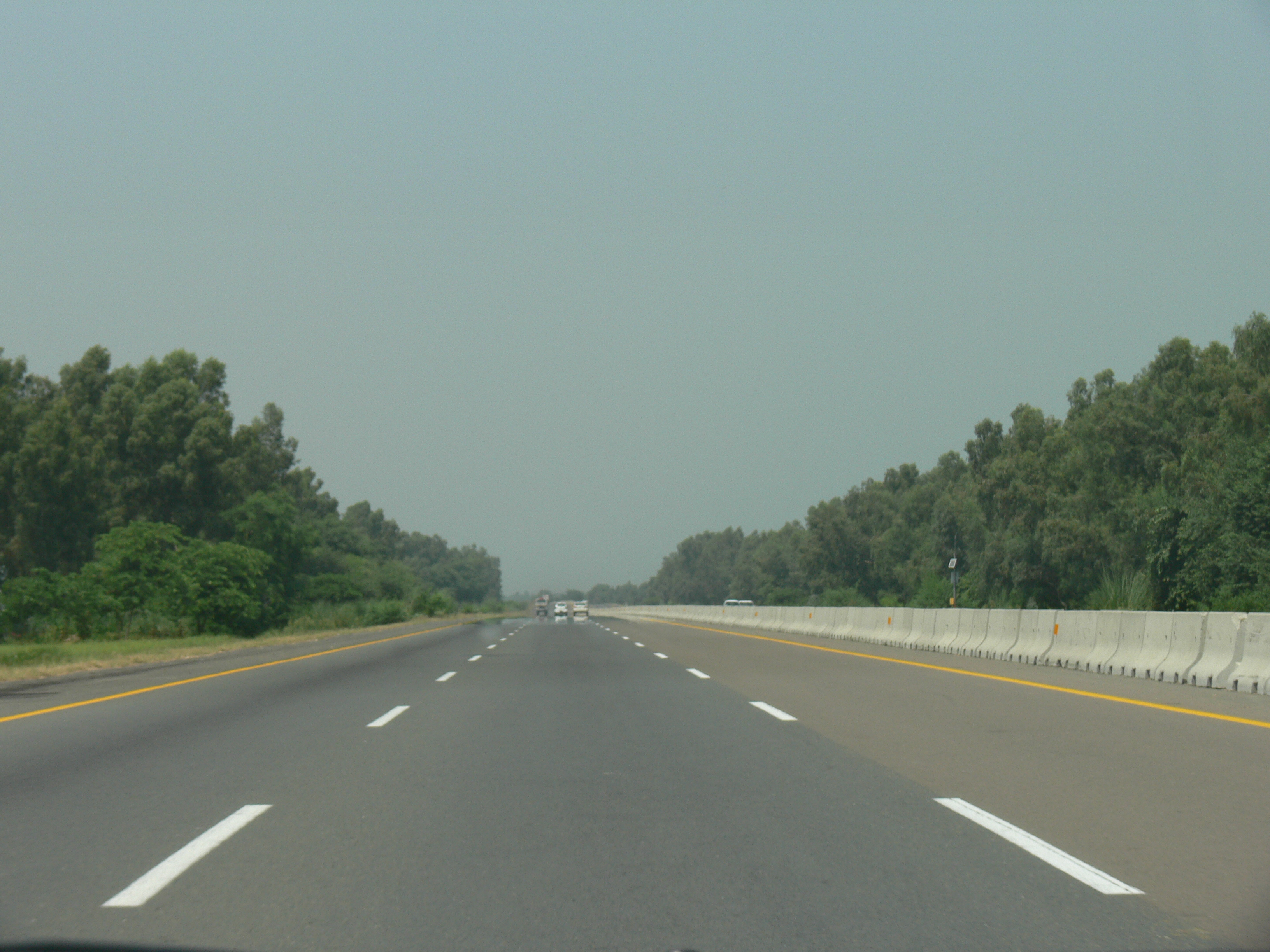
Piste d'atterrissage sur l'autoroute M-2 (en) du Pakistan avec des terre-pleins amovibles.
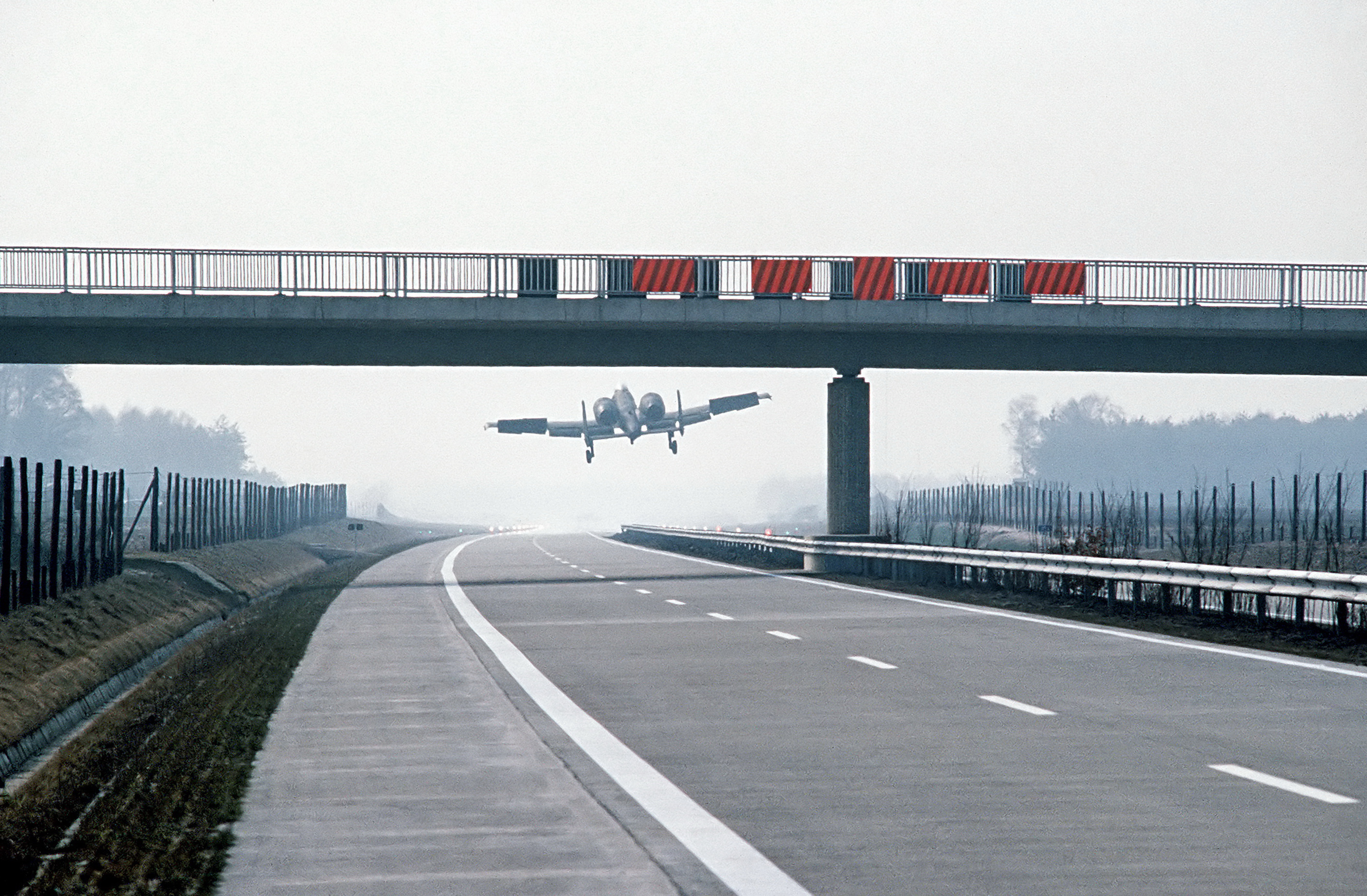
Un appareil A-10 Thunderbolt II atterrit sur l'autoroute A29 près de la ville d'Ahlhorn lors de l'exercice de l'OTAN "Highway 84".
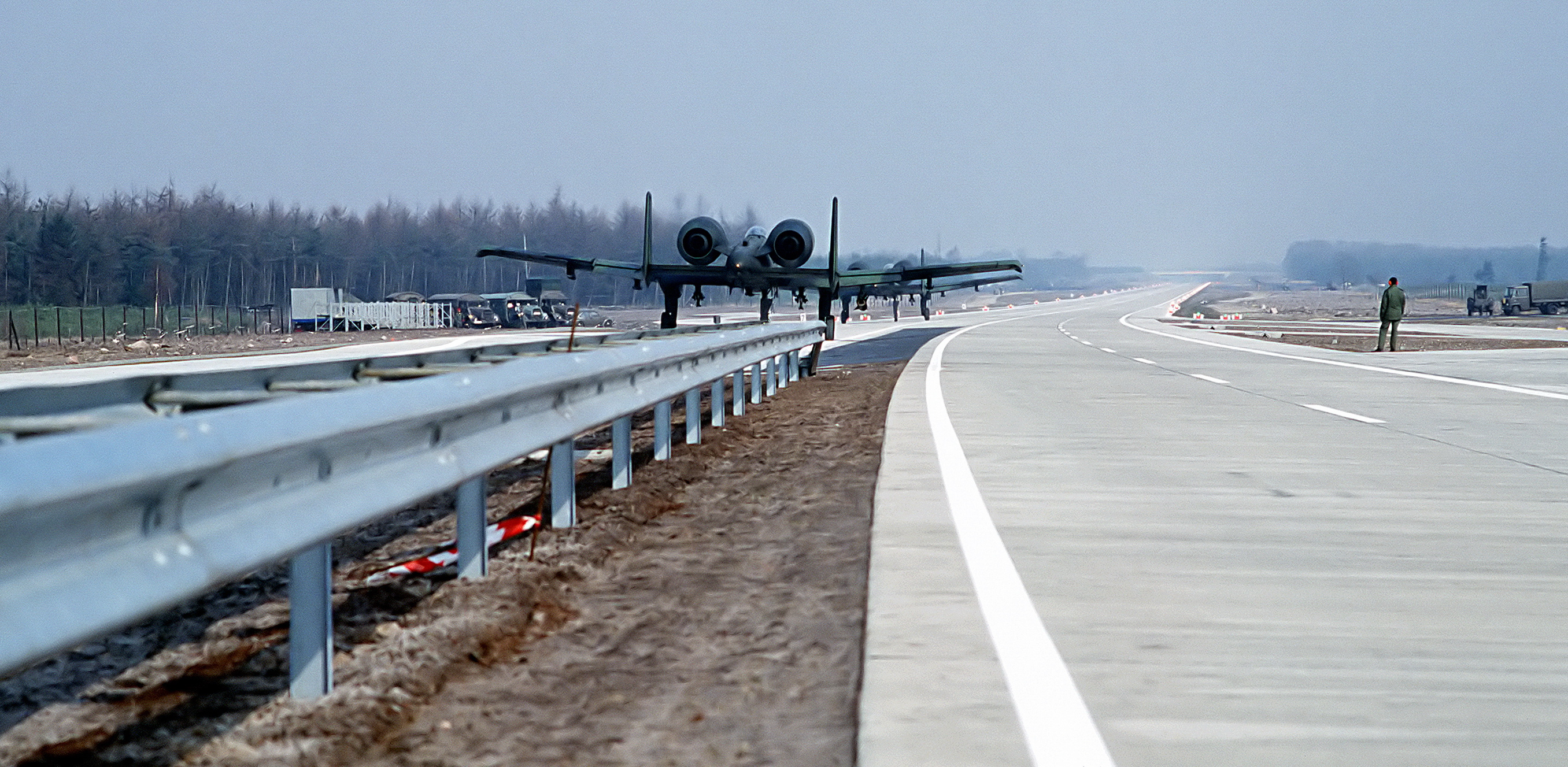
Vue arrière d'un appareil A-10 Thunderbolt II lors de son décollage de l'autoroute A29 près de la ville d'Ahlhorn lors de l'exercice de l'OTAN "Highway 84".
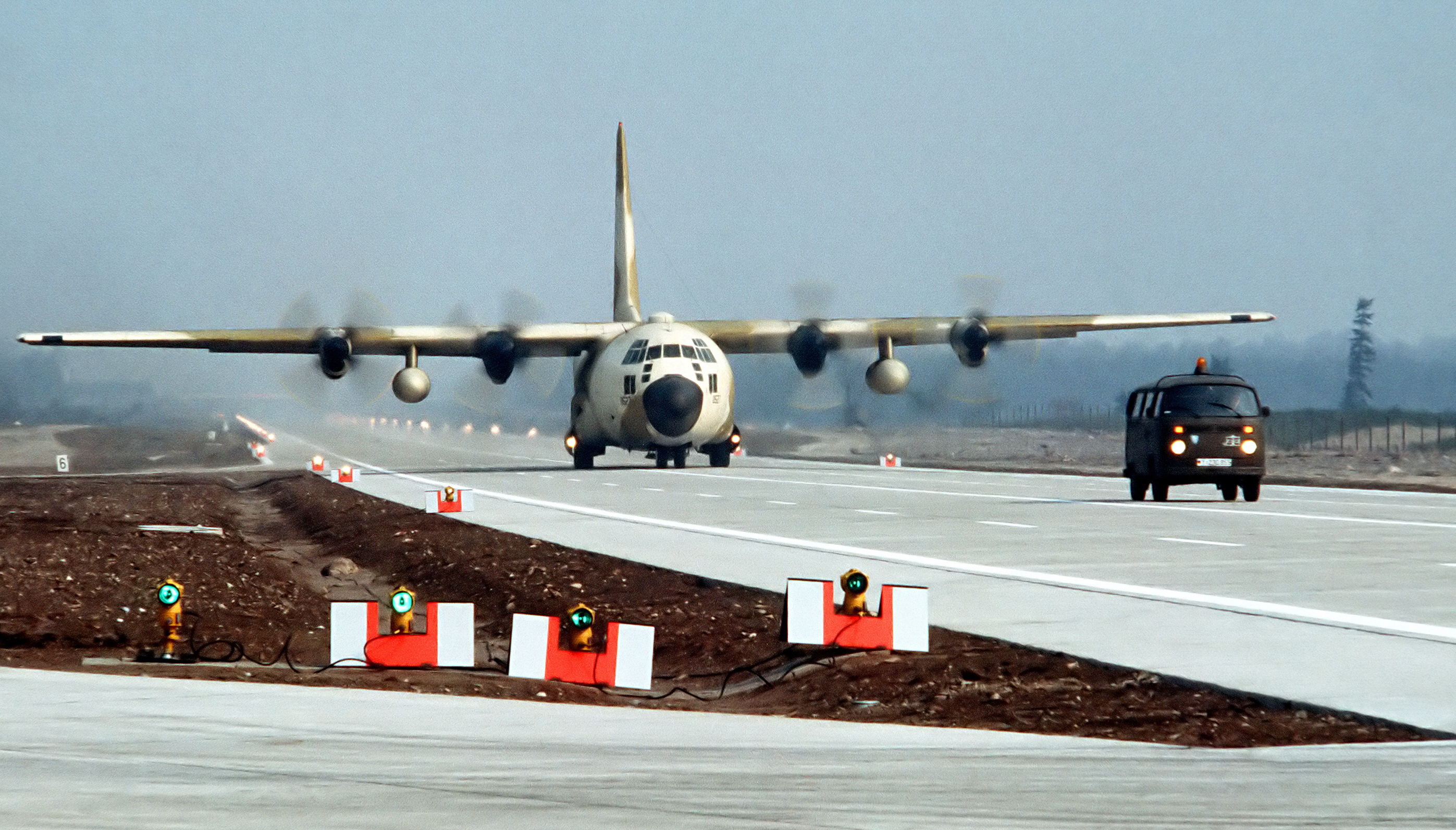
Un C-130 Hercules au roulage sur l'autoroute A29 près de la ville d'Ahlhorn pendant l'exercice de l'OTAN "Highway 84".
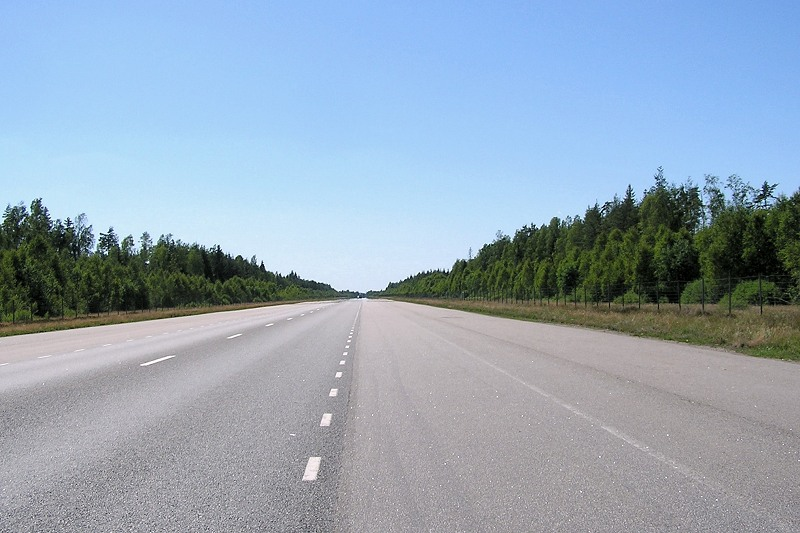
Ancienne piste d'atterrissage près d'Eneryda, en Suède.
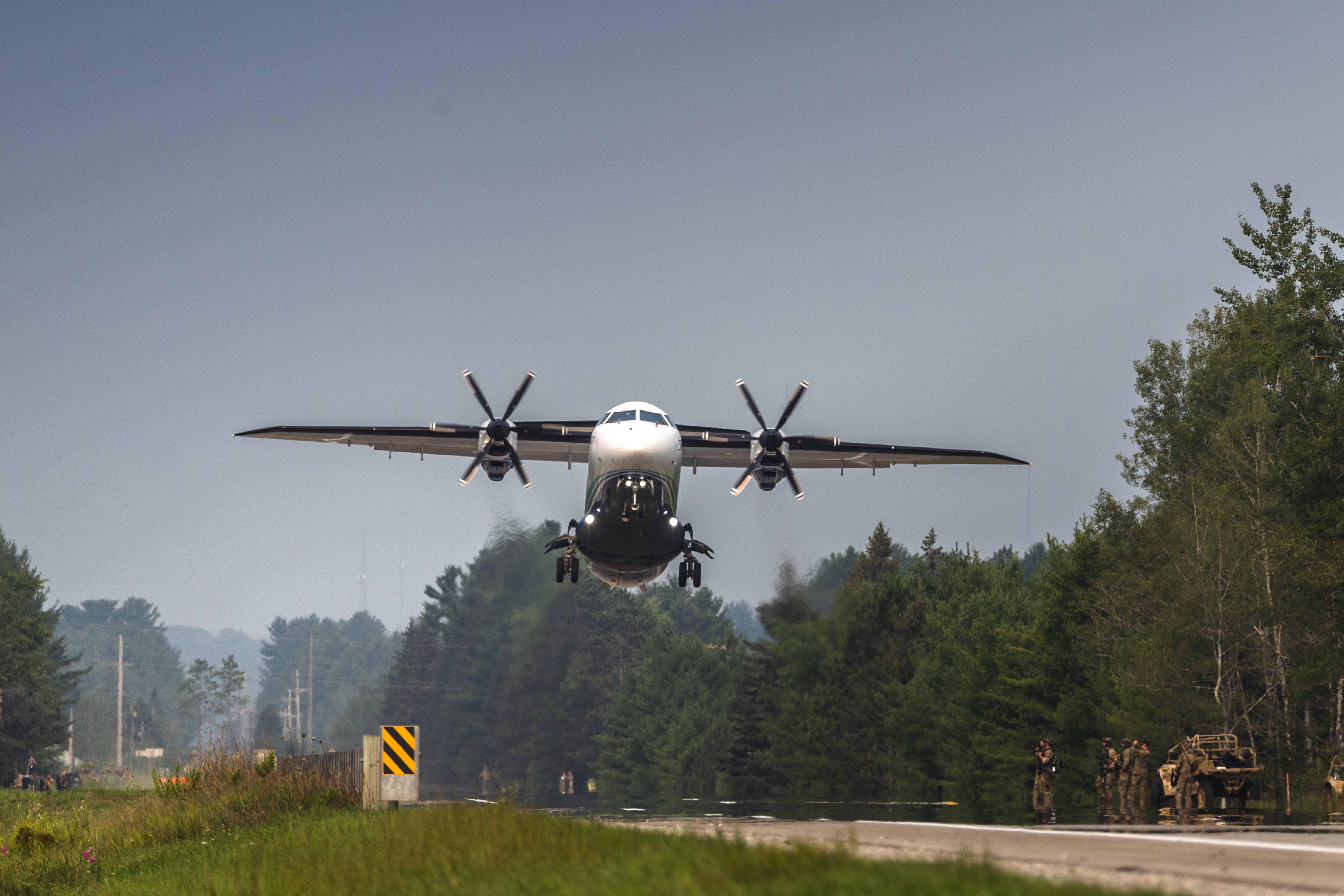
Un C-146A décolle sur une voie publique à Alpena, dans le Michigan, le 5 août 2021
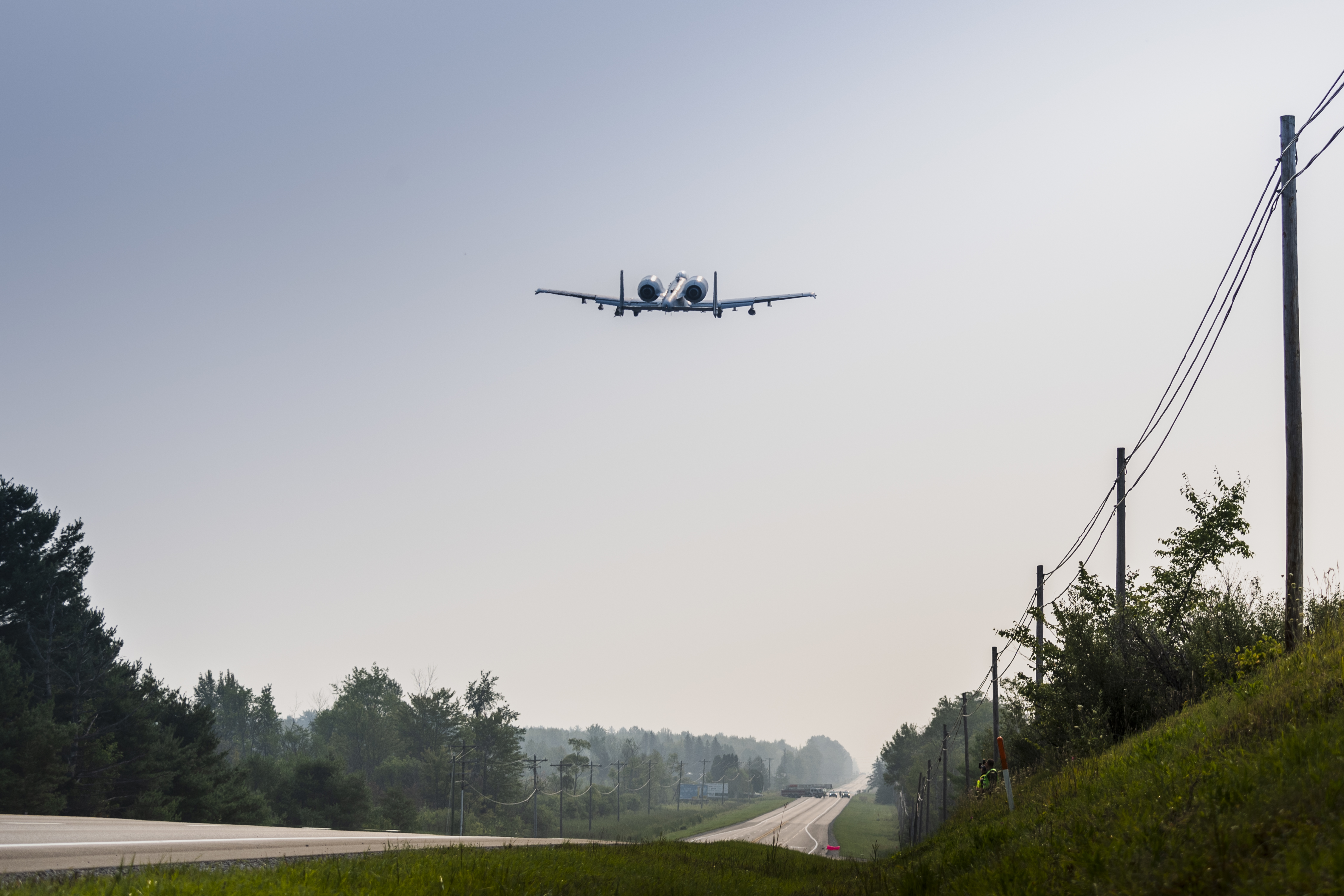
Un A-10 Thunderbolt II décollant depuis une voie publique à Alpena, dans le Michigan, le 5 août 2021
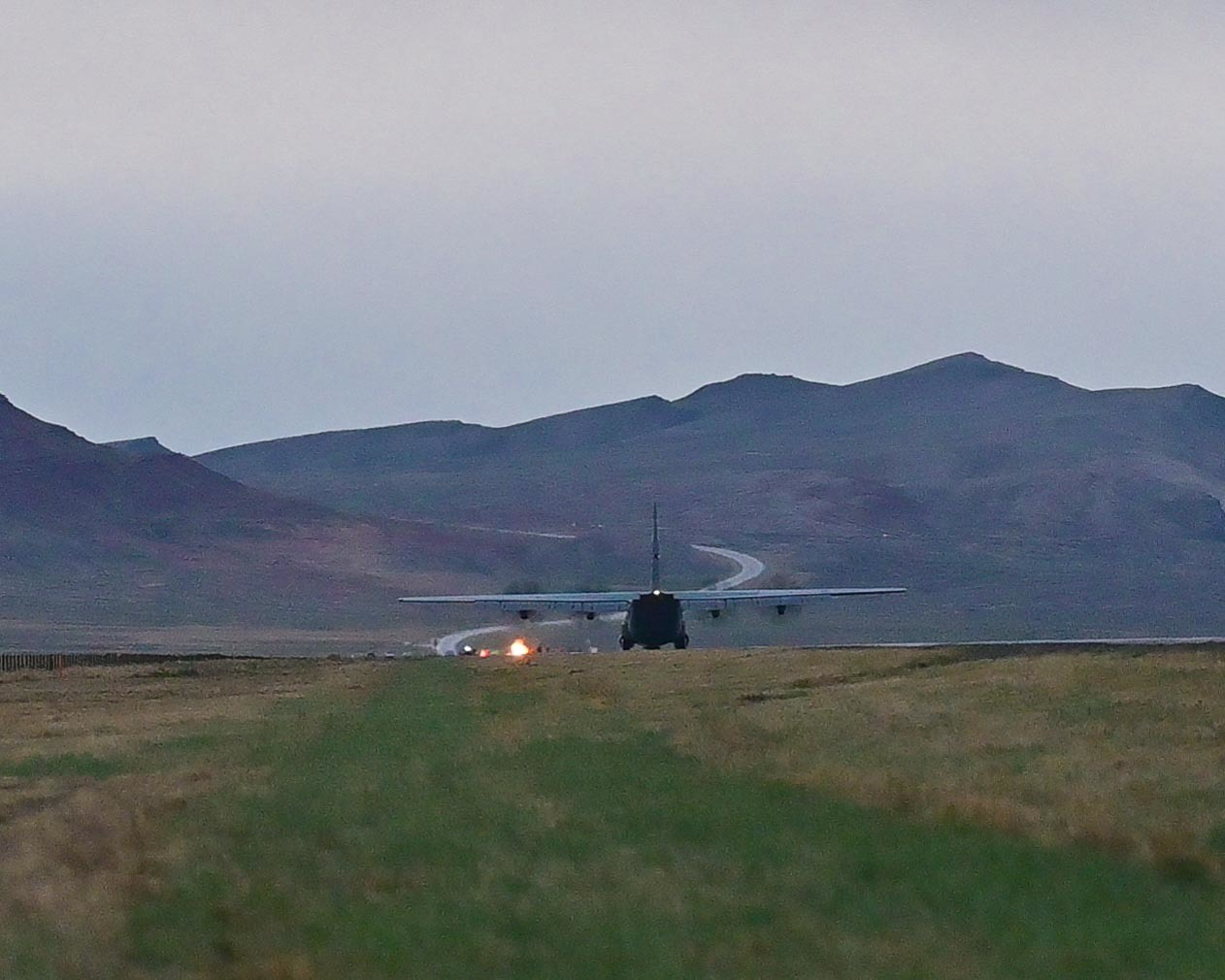
Un appareil de l'Air Force Reserve démontre la profondeur stratégique du transport aérien de combat sur une autoroute du Wyoming au cours d'un exercice d'entraînement.